# Hanno Dobiat
Hanno Dobiat (* in den 1980er-Jahren) ist ein deutscher Schauspieler.

## Leben
Hanno Dobiat, der nie eine professionelle Schauspielausbildung absolvierte, wirkte ab 2005 in zwei Kurzfilmen mit.
Über eine Agentur bekam Dobiat im Jahr 2007 die Rolle des Kellners Hanno in der Fernsehserie Sturm der Liebe vermittelt. Diese Rolle spielt er seit dem 22. Oktober 2007 (Folge 481) durchgehend als Kleindarsteller bzw. als Stammkomparse. Da seine Rolle innerhalb der Fangemeinde im Laufe der Zeit immer mehr an Popularität und Beliebtheit gewann, wurde seine Rolle ab der 16. Staffel (2019–2020) merklich erweitert und hat seitdem mehr Sprechanteile in den Szenen. Zudem hat er seit März 2021 mit "Hannos Welt" im Sturm-der-Liebe-Kanal auf YouTube seine eigene Webserie.
Hanno Dobiat ist verheiratet, lebt in München und betreibt ein Café im Dreimühlenviertel.

## Filmografie
- 2005: Out Now (Kurzfilm)
- 2007: Boy Crush (Kurzfilm)
- seit 2007: Sturm der Liebe (Fernsehserie)